# Örsholmstjärnet
Örsholmstjärnet är en sjö i Karlstads kommun i Värmland och ingår i Göta älvs huvudavrinningsområde. Sjön har en area på 0,163 kvadratkilometer och ligger 44,1 meter över havet.

## Delavrinningsområde
Örsholmstjärnet ingår i det delavrinningsområde (658660-137209) som SMHI kallar för Utloppet av Örsholmstjärnet. Medelhöjden är 46 meter över havet och ytan är 0,7 kvadratkilometer. Det finns inga avrinningsområden uppströms utan avrinningsområdet är högsta punkten. Vattendraget som avvattnar avrinningsområdet har biflödesordning 3, vilket innebär att vattnet flödar genom totalt 3 vattendrag innan det når havet efter 238 kilometer. Avrinningsområdet har 0 kvadratkilometer vattenytor vilket ger det en sjöprocent på 0,2 procent. Bebyggelsen i området täcker en yta av 0,7 kvadratkilometer eller 100 procent av avrinningsområdet.